# ديريك جينر
ديريك جينر (بالإنجليزية: Derrick Gainer)‏ مواليد 22 سبتمبر 1972 في بينساكولا، هو ملاكم أمريكي يصنف ضمن فئة الوزن الخفيف.

## إحصائيات
خاض خلال مسيرته 50 نزالا، فاز في 43 وخسر في 7. فاز بالضربة القاضية في 25 نزالا.

## روابط خارجية
- ديريك جينر على موقع بوكس ريك (الإنجليزية) (registration required)